# Giovanni Battista Crivelli
Giovanni Battista Crivelli (* um 1590 in Scandiano; † März 1652 in Modena) war ein italienischer Komponist, Organist und Kapellmeister.

## Leben
Seine Ausbildung erhielt Giovanni Battista Crivelli vermutlich in der Kathedrale von Reggio nell’Emilia, wo er 1614 mit einem Dreijahresvertrag zum Organisten ernannt wurde. Im Oktober 1617 wurde dieser Vertrag für weitere drei Jahre bei gleichem Gehalt verlängert. Ab 1620 war er Kapellmeister an der Chiesa dello Spirito Santo in Ferrara. Von 1629 bis 1634 war er am Hofe des Kurfürsten Maximilian I. in München tätig, wo er die Hofkapelle leitete. 1638 wurde er Kapellmeister am Mailänder Dom. Diese Anstellung kündigte er vier Jahre später wegen der damit verbundenen zu großen Verpflichtungen auf.
Im Januar 1642 wurde er Kapellmeister an der Basilika Santa Maria Maggiore in Bergamo. Unter seiner Leitung gehörte die Kapelle von S. Maggiore zu den innovativen Kapellen ihrer Zeit, auch dank dem Wirken von Vorgängern wie Tarquinio Merula oder Alessandro Grandi. Trotzdem wurde Crivelli, wegen des Vorwurfs der Untätigkeit und der Streitsucht mit den Musikern, aus dieser Position entlassen. 1651 übernahm er, als Nachfolger des verstorbenen Francesco Sacrati, die Leitung der Hofkapelle des Herzogs Francesco I. d’Este von Modena.

## Werk (Auswahl)
Neben den unten angeführten eigenen Drucken erschienen zwischen 1619 und 1649 zahlreiche seiner Werke in Sammeldrucken.
- Il primo libro delli motetti concertati (Venedig, 1626)
- Il primo libro delli madrigali concertati (Venedig, 1626)
- Vertonung mehrerer Szenen für das Bühnendrama La finta savia des Librettisten Giulio Strozzi.